# Margot Rödin
Margot Rödin Larsson, född 12 mars 1935 i Stockholm, är en svensk operasångerska (mezzosopran).
Rödin studerade för bland andra Ragnar Hultén 1956-60 vid Kungliga Musikhögskolan samt för Erik Werba och Gerald Moore. Hon debuterade som romanssångerska 1960. Hon var verksam vid Kungliga Operan 1961-1988, Drottningholms Slottsteater 1962–1982 samt har verkat som romans- och oratoriesångerska i Sverige och utlandet.
1969 erhöll hon en Grammis som "Årets seriösa skivartist".
Åren 1958–1966 var hon gift med pianisten Jan Eyron.